# Tuffy Rhodes
Karl Derrick « Tuffy » Rhodes (né le 21 août 1968 à Cincinnati, Ohio, États-Unis) est un ancien joueur de baseball. Il joue 6 saisons dans les Ligues majeures de baseball et 13 dans les ligues professionnelles japonaises (NPB). Il détient le record de 464 circuits par un joueur étranger au Japon.
En Amérique du Nord, il évolue pour les Astros de Houston de 1990 à 1993, les Cubs de Chicago de 1993 à 1995 et les Red Sox de Boston en 1995. En 225 matchs joués, il présente une moyenne au bâton de ,224 avec 132 coups sûrs, dont 13 circuits. Sa performance la plus remarquable est le match d'ouverture de la saison 1994, où il frappe 3 circuits face au lanceur des Mets de New York, Dwight Gooden.
Il connaît par la suite une très belle carrière au Japon, qui l'amène chez les Kintetsu Buffaloes d'Osaka de la Ligue Pacifique de 1996 à 2003, chez les Yomiuri Giants de la Ligue centrale en 2004 et 2005, puis chez les Orix Buffaloes de la Ligue Pacifique de 2007 à 2009. En 13 saisons au Japon, il maintient une moyenne au bâton de ,286 avec 1 792 coups sûrs, 464 circuits, 1 269 points produits, 1 100 points marqués, un pourcentage de présence sur les buts de ,381 et une moyenne de puissance de ,559. 
Avec 55 longues balles en 2001, il égale le controversé record du plus grand nombre de circuits en une saison établi par Sadaharu Oh. Durant la dernière série de cette saison 2001, son club, Osaka, visite les Hawks à Fukuoka, un club dirigé par Sadaharu Oh, devenu entraîneur. Au cours de ces matchs, Rhodes reçut à chaque passage au bâton un but-sur-balles intentionnel, l'empêchant de s'élancer et de potentiellement réussir le circuit qui aurait battu le record. Cet incident s'inscrit dans la vague de situations similaires où l'entraîneur Oh donna l'ordre à son équipe d'empêcher l'Américain Randy Bass (en 1985) et le Vénézuélien Alex Cabrera (en 2002) de battre son record en bafouant le concept de fair-play.
Rhodes prend sa retraite avec le 11e plus haut total de circuits dans une carrière au Japon. Avec 464 circuits en carrière au Japon, il est le gaijin (joueur étranger) qui en compte le plus en NPB et il est considéré comme l'un des meilleurs joueurs né hors du Japon à y avoir évolué. 